# اسماعیل رحیم‌زاده
اسماعیل رحیم‌زاده (زادهٔ ۱ آبان ۱۳۳۶ در تهران) نویسنده، کارگردان و تدوینگر ایرانی است. در کارنامه کارگردانی و نویسندگی او حضور در جشنواره‌های داخلی نمایان است و تعدادی جایزه که از جمله مهم‌ترین آن‌ها می‌توان به جایزه کارگردانی فیلم فیلادلفی در بخش تجلی اراده ملی سی‌امین جشنواره بین‌المللی فیلم فجر در سال ۱۳۹۰، جایزه برای فیلمنامه فیلادلفی در یازدهمین جشنواره فیلم مقاومت در سال ۱۳۸۹ و لوح تقدیر بهترین کار ترکیبی برای مجموعه «سینمای دیگر» در سال ۱۳۷۷ از طرف شبکه ۲ سیمای جمهوری اسلامی ایران اشاره کرد. همچنین وی نویسندگی مجموعه موفق سیزده قسمتی دبیرستان خضرا را نیز در کارنامه دارد.

## زندگی‌نامه
رحیم‌زاده در یکی از محله‌های جنوب تهران متولد شد. او مدرک لیسانس خود را در رشته سینما از دانشکده صدا و سیما در سال ۱۳۶۷ دریافت کرد. فعالیت هنری وی از سال ۱۳۶۱ با کارگردانی فیلم کوتاه ۱۶ میلیمتری «طلوع» تولید مرکز اسلامی فیلمسازی آغاز شد.

## فعالیت هنری
رحیم‌زاده خود را فیلمساز مستقلی می‌داند که وابسته به هیچ حزب و گروهی نیست. او از جمله اعضای اولیه کانون فیلمنامه‌نویسان سینمای ایران در سال ۱۳۷۰ بود که بعدها به دلایلی فعالیتش را با کانون قطع کرد.
از جمله آثار او در دهه ۷۰ می‌توان به مجموعه ترکیبی «سینمای دیگر» اشاره کرد. او نویسندگی، کارگردانی و تدوین آن را بر عهده داشت. این مجموعه به طور مداوم از سال ۱۳۷۴ تا ۱۳۷۷ هر هفته از شبکه ۲ سیما پخش می‌شد که در آخرین سال برنامه وی به عنوان بهترین کار ترکیبی چند سال اخیر شناخته شد. از جمله ابتکارات او در آن مجموعه می‌توان به شیوه جدیدی در عنوان‌بندی و همین‌طور ارائه بخش‌های مختلف برنامه با وله اشاره کرد که بعدها، بسیاری از مجموعه‌های دیگر از آن الگو برداشتند.
در سال ۱۳۶۲، او به همراه حیمد خیرالدین در مراحل تولید فیلم کوتاهی به نام «پیک» در خط مقدم جنگ ایران و عراق بودند که کار آن‌ها به دلایلی متوقف شد ولی دوباره در سال ۱۳۶۶، تکیمل و توسط خود رحیم‌زاده تدوین گردید.
او در سال ۱۳۶۸ به عنوان مدیر گروه کودک مرکز صدا و سیمای کرمانشاه و همین‌طور مشاور هنری مدیر کل به مدت ۱ سال منصوب گردید.
او همچنین در چندین جشنواره انجمن سینمای جوان در شهرهایی چون همدان، شیراز و زاهدان به عنوان داور در سال‌های ۱۳۷۰ تا ۱۳۷۲ حضور داست.
وی در سال ۱۳۷۶ با ساخت فیلم کوتاه ده دقیقه‌ای در مورد امام رضا که تیتراژ هم نداشت موفق به دریافت تقدیرنامه از طرف مدیر وقت شبکه ۲ سیما گردید.
رحیم‌زاده در سال ۱۳۷۳ به همراه حمید خیرالدین اقدام به نگارش فیلمنامه‌ای ضد آمریکایی به نام «دام دار» کرد که پس از اتمام، آن را به مؤسسه پویا فیلم واگذار کردند. این مؤسسه به صورت پنهانی اقدام به بازنویسی آن گرفت و نام آن را به «بهشت پنهان» تغییر داد. این درحالی بود که بازنویسی فیلمنامه بدون نظر نویسندگان بر خلاف اساسنامه کانون فیلمنامه‌نویسان بود. رحیم‌زاده و خیرالدین در مصاحبه‌ای با روزنامه کیهان این اقدام پویا فیلم را نابودی این فیلمنامه توصیف کردند. در همان سال ۱۳۷۳ «بهشت پنهان» به کارگردانی کامران قدکچیان ساخته و اکران گردید.
در سال ۱۳۸۱، فیلم او با نام قلعه یاسین برای بخش مسابقه نهمین جشنواره فیلم دفاع مقدس انتخاب گردید. رحیم‌زاده قبل از جشنواره مصاحبه‌ای با روزنامه خراسان انجام داد و در آن از انحصارطلبی و روابط در انجمن سینمای دفاع مقدس به شدت انتقاد کرد. این مصاحبه باعث شد تا علی‌رغم حضور فیلمش در جشنواره، برای او دعوت‌نامه به محل برگزاری جشنواره در مشهد صادر نشود و فیلم از گرفتن جایزه نیز محروم بماند.
وی بعدها در مطلبی، مشکلات مالی در ساخت فیلم قلعه یاسین را نیز بیان کرد.
او همچنین در یادداشتی در نیمه اول سال ۱۳۹۱ به شدت به وضع موجود در بنیاد سینمایی فارابی انتقاد کرد.
دوستان و نزدیکان او، همیشه از وی با این جمله یاد می‌کنند: «خودش می‌نویسد، خودش می‌سازد، خودش تدوین می‌کند» و او را فیلمسازی مستقل می‌دانند.

## کارگردان
فیلادلفی (سینمایی) (به همراه سید مجتبی اسدی پور) (۱۳۹۰)
- مسافر ارغوان (فیلم تلویزیونی) (۱۳۸۹)[۱۳]
- فصل یاس‌ها (اپیزودیک) (۱۳۸۲)
- پرواز زیر باران (اپیزودیک) (۱۳۸۲)
- قلعه یاسین (سینمایی)  (1380) حضور درجشنواه نهم فیلم مقاومت 1381
- صدای خاک (فیلم کوتاه) (۱۳۷۰)
- هشت و نیم شب (سینمایی) -حضور درجشنواره پنجم فجر(۱۳۶۵)[۱۴][۱۵]
- طلوع (فیلم کوتاه) (۱۳۶۱) حضور درجشنواره دوم فجر

## فیلمنامه‌نویس
- فیلادلفی (سینمایی) (۱۳۹۰)
- شب منامه (سینمایی) (1390)
- تباهی (سینمایی) (1397) گیمر (سینمایی) (1395)
- مسافر ارغوان (فیلم تلویزیونی) (۱۳۸۹)
- مسافر شب (فیلم تلویزیونی) (۱۳۸۴)
- فصل یاس‌ها (اپیزودیک) (۱۳۸۲)
- پرواز زیر باران (اپیزودیک) (۱۳۸۲)
- قلعه یاسین (سینمایی) (۱۳۸۰)
- دبیرستان خضرا (مجموعه تلویزیونی) (۱۳۷۵)
- سینمای دیگر (مجموعه ترکیبی) (۱۳۷۴ تا ۱۳۷۷)
- آواز پر جبرئیل (مجموعه تلویزیونی)
- از نسل فرشته (مجموعه تلویزیونی)
- عاشقانه (سینمایی) (به همراه محمد آفریده و علیرضا داود نژاد) (۱۳۷۴)[۱۶]
- بهشت پنهان (سینمایی) (به همراه حمید خیرالدین) (۱۳۷۳)
- صدای خاک (فیلم کوتاه) (۱۳۷۰)
- زیر آسمان (چاپ انتشارات امیرکبیر اسفند ۱۳۶۹) (تولید ۱۳۷۱)[۱۷][۱۸]

## تدوینگر
- مسافر ارغوان (فیلم تلویزیونی) (۱۳۸۹) (تولید مرکز سیما فیلم)
- فصل یاس‌ها (اپیزودیک) (۱۳۸۲)
- پرواز زیر باران (اپیزودیک) (۱۳۸۲)

عشق سال‌های جنگ (مجموعه تلویزیونی) (۱۳۸۰) (شبکه سوم سیما)
- قلعه یاسین (سینمایی) (۱۳۸۰)
- آهوی وحشی (سینمایی) (۱۳۶۹)[۲۱]
- چشمه زندگی (مجموعه تلویزیونی)
- یاد یاران (مجموعه تلویزیونی)
- شهدای استشهادی (مجموعه تلویزیونی)
- نامه دوست (فیلم کوتاه)
- پیغام (فیلم کوتاه)
- لحظه موعود (فیلم کوتاه)
- پیک (فیلم کوتاه)

## جوایز
برای کارگردانی فیلم فیلادلفی در سی‌امین جشنواره بین‌المللی فیلم فجر سال ۱۳۹۰ در بخش تجلی اراده ملی (به همراه سید مجتبی اسدی پور)
- فیلمنامه فیلادلفی در یازدهمین جشنواره فیلم مقاومت سال ۱۳۸۹ در بخش قلم طلایی
- فیلمنامه شب منامه در چهارمین دورۀ جشنواره مردمی فیلم عمار 1392.

## انتخاب شده برای حضور در بخش رقابتی جشنواره‌ها
- فیلم فیلادلفی در دوازدهمین جشنواره فیلم مقاومت سال ۱۳۹۱(به همراه سید مجتبی اسدی پور)[۲۲]
- فیلمنامه سینمایی شب منامه در دوازدهمین جشنواره فیلم مقاومت سال ۱۳۹۱[۲۳]
- فیلمنامه سینمایی- ویدئویی حمله به دفتر فرح در دوازدهمین جشنواره فیلم مقاومت سال ۱۳۹۱[۲۴]
- فیلم فیلادلفی در اولین جشنواره فیلم‌سازان مستقل (افق نو) سال ۱۳۹۱(به همراه سید مجتبی اسدی پور)[۲۵]
- فیلم فیلادلفی در سی‌امین جشنواره بین‌المللی فیلم فجر در بخش نگاه نو سال ۱۳۹۰(به همراه سید مجتبی اسدی پور)[۲۶][۲۷]
- فیلمنامه فیلادلفی در یازدهمین جشنواره فیلم مقاومت سال ۱۳۸۹
- فیلم تلویزیونی مسافر ارغوان در یازدهمین جشنواره فیلم مقاومت سال ۱۳۸۹[۲۸]
- فیلم تلویزیونی مسافر ارغوان در بیست و نهمین جشنواره بین‌المللی فیلم فجر در بخش ویدئویی سال ۱۳۸۹[۲۹]
- فیلم قلعه یاسین در نهمین جشنواره فیلم دفاع مقدس سال ۱۳۸۱[۳۰]
- فیلم هشت و نیم شب در پنجمین جشنواره بین‌المللی فیلم فجر در بخش یک سال مرور سینمای ایران سال ۱۳۶۵
- چاپ فیلم نامه:      فیلم نامه آشپزخانه جنگی -انتشارات نسل روشن  1402 فیلم نامه اسکورت سرویس - انتشارات نسل روشن 1402